# Palazzo Martinengo della Motella
Palazzo Martinengo della Motella è un edificio storico di Brescia, fatto erigere dal ramo dei Martinengo della Motella a partire dal Quattrocento e rimaneggiato svariate volte nei secoli successivi. 
Situato all'angolo tra le centrali via Cairoli e via della Pace, esso si trova in pieno centro storico e in passato rientrava, nel contesto delle antiche mura cittadine, nella quadra di san Faustino. 

## Storia

### La dimora quattrocentesca e l'eredità di Bartolomeo Colleoni
Il nucleo originario della dimora è quattrocentesco e ciò è confermato dalla presenza, nella fabbrica del palazzo, di un cortile minore con capitelli che recano lo stemma della famiglia Martinengo e testimoniano un gusto prettamente quattrocentesco: si tratta, nello specifico, di colonne di ordine ionico, tre collocate a sud e cinque invece ad est. Esse nel complesso costituivano quello che era anticamente il portico padronale.
Per chiarire le vicende legate a questo primo nucleo del palazzo, tuttavia, è necessario accennare alla situazione familiare del casato Martinengo: quest'ultimo, infatti, aveva stretto nel corso del Quattrocento un'importante alleanza matrimoniale con il famoso capitano di ventura Bartolomeo Colleoni, il quale aveva appunto sposato Tisbe Martinengo. Lo stesso condottiero, tra l'altro, aveva ottenuto dalle autorità municipali una vastissima area in città per edificare un ampio palazzo privato e, volendo donare una porzione di questi terreni ai tre generi Martinengo, i quali avevano appunto sposato le sue tre figlie, concesse alcuni lotti ed appezzamenti anche a Giacomo Martinengo e alla figlia Isotta, iniziatori del ramo dei Martinengo della Motella.
A questo punto, dunque, i già citati Giacomo Martinengo della Motella ed Isotta, avendo ottenuto molte case e baracche nella zona che attualmente si estende tra via Cairoli e la chiesa di Santa Maria della Pace, edificarono una prima dimora nobiliare. Le tracce di questa fase della fabbrica del palazzo, in ogni caso, sono solamente rintracciabili nelle già citate colonne del cortile minore.

### La fase seicentesca del palazzo

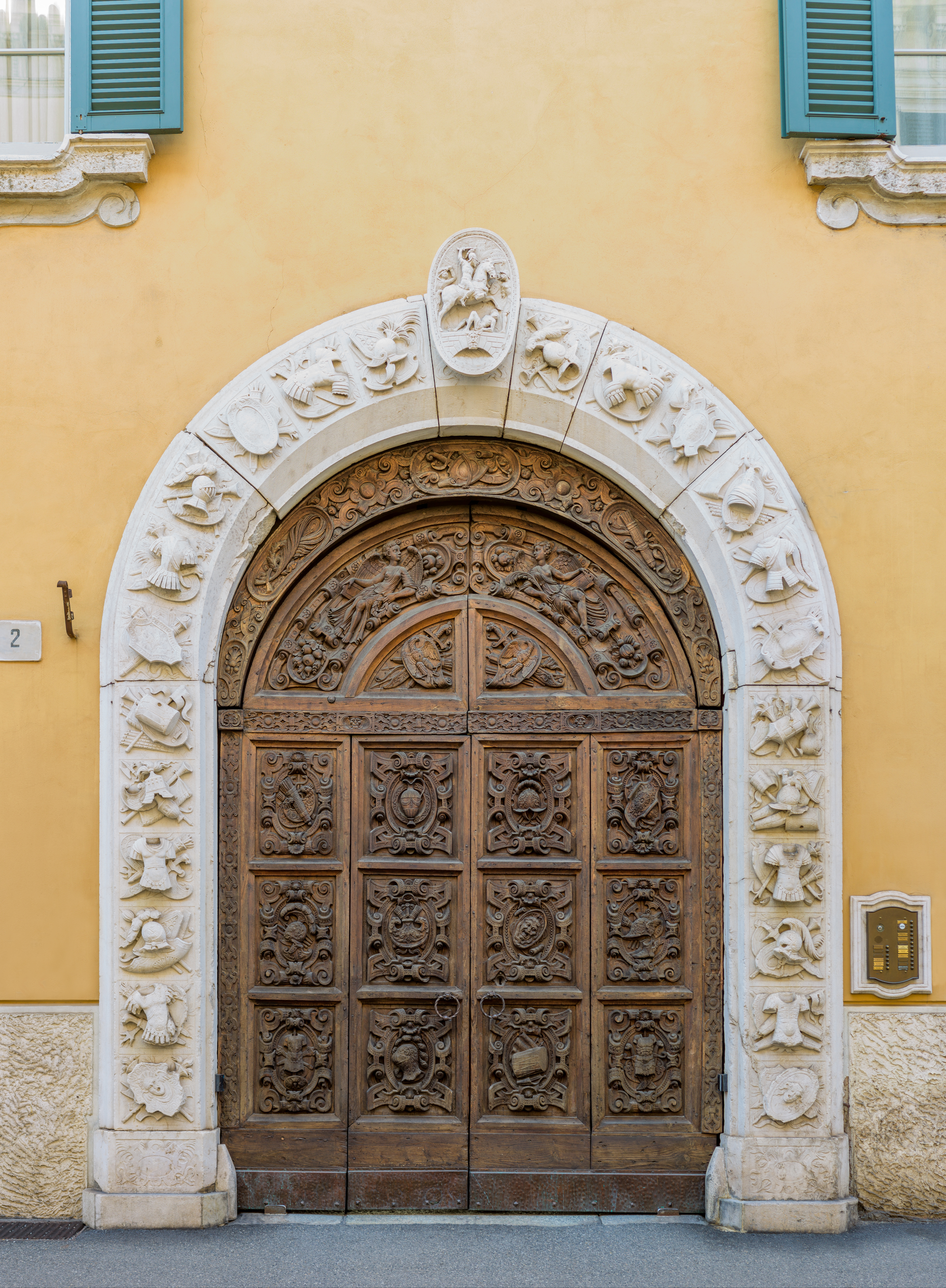
Il portale che, prima del 1730, ornava l'ingresso di palazzo Colleoni alla Pace e che, dopo la summenzionata data, venne collocato come accesso a palazzo Martinengo della Motella.

L'ultima fase costruttiva che interessò il palazzo fu promossa nel corso del XVII secolo su iniziativa di Camillo Martinengo della Motella, ultimo discadente del ramo familiare. Con tutta probabilità i cantieri cominciarono a ridosso dei primi anni del secolo, anche se lo stesso Camillo non ebbe modo di vedere la fabbrica ultimata, dal momento che morì nel 1609 e, a seguito della sua dipartita, gli eredi entrarono in conflitto circa la proprietà del palazzo: a conclusione di questi dissidi, durati nel complesso 50 anni, nel 1661 si giunse ad un accordo e venne scelta come legittima proprietaria la famiglia nobile dei Calini.
A questo punto la dimora nobiliare, ora in possesso della famiglia Calini, venne sezionata a monte del giardino: questa porzione della proprietà, infatti, era stata ceduta nel 1730 ai padri filippini della Pace, i quali l'avevano acquistata per costruire la chiesa di Santa Maria della Pace; in permuta, invece, gli stessi padri filippini cedettero ai Calini il portale d'accesso che ornava il loro convento, ospitato nella struttura di palazzo Colleoni alla Pace.

### Le vicende del palazzo tra Ottocento e Novecento
I discendenti della famiglia Calini, d'altro canto, vendettero il palazzo ai conti Ducco attorno al 1830. Questi ultimi fecero decorare alcuni ambienti dell'edificio al pittore Luigi Basiletti e lo vendettero a loro volta ai nobili Mondella qualche decennio più tardi. In seguito, la struttura fu ceduta alla famiglia Sorelli e fu gravemente danneggiata dai bombardamenti alleati effettuati sulla città nella seconda guerra mondiale. Ad acquisire l'immobile fu il conte Giuseppe Calini e nel 1970 esso venne venduto ai Rota, per poi essere alienato al Bertagna, che lo rese un deposito per articoli di lana.

## Descrizione

### Esterno
Il palazzo presenta esternamente le tipiche e severe caratteristiche del barocco bresciano: esso, infatti, consta di una struttura piuttosto lunga e non molto elevata, che si sviluppa su due blocchi affacciati sulla strada e presenta un inusuale balcone posto all'angolo, di chiara ispirazione secentesca. I due grandi ordini di finestre in ordine rado e incorniciati da pietra bugnata richiamano un certo fasto, pur inquadrato nella tipica severità architettonica dell'epoca, esemplificando in maniera chiara il gusto prevalente della nobiltà bresciana del tempo.
L'androne d'ingresso, invece, si presenta essere largo e basso, succeduto da un cortile che non sembra essere frutto di un'omogenea e coerente organizzazione degli spazi. Sul lato sud di questo ambiente, nondimeno, è presente un portale che reca una lunetta e, sul soprastante architrave, la seguente iscrizione:
Dare un'interpretazione univoca e chiara di questa iscrizione risulta complicato. In ogni caso è possibile ipotizzare si tratti dell'identità dell'ignoto architetto che, tra Quattrocento e Cinquecento, si occupò di dirigere la prima fabbrica del palazzo, ravvisabile nel cortile minore già menzionato in precedenza.

#### Il portale
Il portale del palazzo, il quale presenta una certa raffinatezza compositiva e stilistica, può essere considerato, per usare le parole dello studioso Fausto Lechi, come «l'espressione completa delle arti bresciane della pietra e del legno scolpiti, l'esaltazione della gloria militare». Esso presenta un'evidente continuità tra l'arco sommitale e i piedritti: in questo modo, viene sfruttato tutto lo spazio a disposizione e ripresentato lo schema decorativo di ventiquattro panoplie di armi per altrettanti rispettivi vani. Si noti inoltre che, per le suddette decorazioni lapidee del portale, le panoplie in ogni scomparto sono ciascuna differente dall'altra e, tra l'altro, sono abilmente scolpite in altorilievo. Nella ghiera dell'arco, inoltre, è presente a coronamento un medaglione raffigurante un condottiero in armi. Per quanto riguarda la decorazione lignea del portale va evidenziata l'altrettanto evidente maestria dell'artigiano che vi lavorò: dodici ricche raffigurazioni di armi sono riposte in altrettanti cartigli, così come nelle tre soprastanti lunette. Le aquile dei Martinengo si alternano a dettagliate rappresentazioni della Vittoria, della Fama, di armi e di palme. Il suddetto portale di ingresso è considerato: "il più bello dell'intera città di Brescia".

### Interno
Dall'ambiente del già citato androne è possibile accedere allo scalone del palazzo, in realtà di medie dimensioni e rimaneggiato nel corso del XIX secolo, quando gran parte della planimetria del palazzo venne cambiata: una volta saliti per la scala, infatti, si sarebbe potuto accedere a quello che era l'ambiente principale dell'intera dimora, ossia il grande salone d'onore, che correva per tutta la lunghezza del palazzo ed era ricoperto da travi lignee. Questo ambiente del palazzo, analogamente a molti altri, è stato poi sezionato e modificato: stessa sorte ebbe il soffitto originale che, anche se lasciato intatto, è stato ricoperto in seguito da volte decorate.
Proseguendo oltre si incontra un'anticamera, ricavata da due locali del precedente salone, e un'altra sala riccamente decorata con motivi a fiori, vasi in chiaroscuro e tre paesaggi alle pareti, forse opera di Giuseppe Teosa, e altri due ulteriori paesaggi sopra le finestre. In seguito si incontra una sala recante decorazioni a fregi in stile pompeiano, a modello di quelle presenti in palazzo Martinengo Cesaresco dell'Aquilone. Si possono ammirare inoltre tre pannelli decorati sempre da Teosa e raffiguranti, rispettivamente, la caccia al cinghiale Calidonio, Ercole nel giardino delle Esperidi e Saffo che si getta in mare. Sopra le porte, infine, si trovano quattro affreschi, ossia Briseide tolta ad Achille, Priamo che implora ad Achille il corpo di Ettore, Elena che spinge Paride alla pugna ed il saluto di Ettore ad Andromaca. Andando oltre, invece, si nota un ambiente comune e privo di particolare interesse, mentre in seguito vi è un gabinetto realizzato nel Settecento.
Proseguendo verso il lato della strada si incontrano una sfilza di sale e, tra queste, spicca la seconda, che reca decorazioni realizzate nell'Ottocento da Luigi Basiletti e raffiguranti Teseo e le sue gesta: Teseo giovinetto trova la spada sotto la rupe, il padre riconosce Teseo dalla spada, Teseo uccide il Minotauro e libera i giovani, Arianna abbandonata sullo scoglio, Egeo si getta in mare e Teseo di ritorno in patria. Nel medaglione centrale, invece, l'eroe è accolto nell'Olimpo tra gli dèi. Incontrate alcune sale prive di particolare interesse, si giunge in un'alcova che era decorata da sfarzosi affreschi di Giuseppe Teosa ed aiuti, ma che risultano andati inspiegabilmente perduti. Sono invece rimasti i soprapporte che raffigurano episodi della Gerusalemme liberata, episodi di Cornelia e i Gracchi, così come i fregi attorno alle pareti.